# 公孙续
公孫續（？—？），東漢末期人物，公孫瓚之子。
建安三年（198年），被公孫瓚派往黑山，向黑山贼张燕求救兵，让他率五千骑兵于北隰之中，举火为应，以夾擊袁紹，黑山贼军帅張燕遂與公孫續率兵十萬來救，但援兵还没到。不料书信被袁绍军截获，袁绍军遂将计就计，举火诱公孙瓒出击，公孙瓒以为救兵到了，率兵出击。袁绍设伏兵袭击公孙瓒，公孙瓒大败，又回到城内坚守。袁绍军于是掘地道到城楼下，毁坏其望楼，渐渐到达中央的土丘。公孙瓒自料必败无疑，先杀掉自己的妻子儿女、姐妹，然后引火自焚。公孫續後可能為屠各所殺。